# The Fame
The Fame je první studiové album americké popové zpěvačky Lady Gaga. Album vyšlo 19. srpna 2008 a udělalo z Lady Gaga hvězdu. Alba se za tři roky prodalo kolem 20 000 000 kopií, z toho přes 4 miliony v USA a přes milion kopií v Japonsku. Z alba vzešlo několik zvlášť úspěšných písní (megahitů) a prakticky každý singl byl velkým hitem. Největší úspěch slavil singl "Poker Face", který dobyl žebříčky ve více než 20 zemích a prodaly se ho miliony kopií. Také debutový singl "Just Dance" se stal hitem a stal se taky prvním #1 singlem Lady Gaga v US Billboard Chart. Dalšími hity byly "Paparazzi" nebo "LoveGame". Gaga se kvůli úspěchu alba rozhodla vydat re-edici, kterou nazvala The Fame Monster. Obsahuje rozšíření desky The Fame a k tomu ještě další disk s osmi dalšími skladbami.

## Seznam skladeb

### Standardní verze 2008
| Pořadí         | Název                           | Hudba                        | Text                                    | Délka |
| -------------- | ------------------------------- | ---------------------------- | --------------------------------------- | ----- |
| 1.             | Just Dance (Ft. Colby O'Donis)  | RedOne                       | Lady Gaga, RedOne, Aliaune Thiam        | 4:02  |
| 2.             | LoveGame                        | RedOne                       | Lady Gaga, RedOne                       | 3:31  |
| 3.             | Paparazzi                       | Rob Fusari, Lady Gaga        | Lady Gaga, Rob Fusari                   | 3:30  |
| 4.             | Beautiful, Dirty, Rich          | Rob Fusari                   | Lady Gaga, Rob Fusari                   | 2:53  |
| 5.             | Eh, Eh (Nothing Else I Can Say) | Martin Kierszenbaum          | Lady Gaga, Martin Kierszenbaum          | 2:57  |
| 6.             | Poker Face                      | RedOne                       | Lady Gaga, RedOne                       | 3:59  |
| 7.             | The Fame                        | Martin Kierszenbaum          | Lady Gaga, Martin Kierszenbaum          | 3:35  |
| 8.             | Money Honey                     | RedOne                       | Lady Gaga, RedOne, Bilal Hajji          | 3:06  |
| 9.             | Again Again                     | Rob Fusari                   | Lady Gaga, Rob Fusari                   | 3:05  |
| 10.            | Boys Boys Boys                  | RedOne                       | Lady Gaga, RedOne                       | 3:20  |
| 11.            | Brown Eyes                      | Rob Fusari, Lady Gaga        | Lady Gaga, Rob Fusari                   | 4:05  |
| 12.            | Summerboy                       | Brian Kierulf, Josh Schwartz | Lady Gaga, Brian Kierulf, Josh Schwartz | 4:14  |
| Celková délka: | Celková délka:                  | Celková délka:               | Celková délka:                          | 42:21 |

### Rozšířená verze 2009
| Pořadí         | Název                                    | Hudba                             | Text                                                        | Délka |
| -------------- | ---------------------------------------- | --------------------------------- | ----------------------------------------------------------- | ----- |
| 1.             | Just Dance (Ft. Colby O'Donis)           | RedOne                            | Lady Gaga, RedOne, Aliaune Thiam                            | 4:02  |
| 2.             | LoveGame                                 | RedOne                            | Lady Gaga, RedOne                                           | 3:31  |
| 3.             | Paparazzi                                | Rob Fusari, Lady Gaga             | Lady Gaga, Rob Fusari                                       | 3:30  |
| 4.             | Poker Face                               | RedOne                            | Lady Gaga, RedOne                                           | 3:59  |
| 5.             | I Like It Rough                          | Martin Kierszenbaum               | Lady Gaga, Martin Kierszenbaum                              | 3:22  |
| 6.             | Eh, Eh (Nothing Else I Can Say)          | Martin Kierszenbaum               | Lady Gaga, Martin Kierszenbaum                              | 2:57  |
| 7.             | Starstruck (Ft. Space Cowboy & Flo Rida) | Martin Kierszenbaum, Space Cowboy | Lady Gaga, Martin Kierszenbaum, Nick Dresti, Tramar Dillard | 3:35  |
| 8.             | Beautiful, Dirty, Rich                   | Rob Fusari                        | Lady Gaga, Rob Fusari                                       | 2:53  |
| 9.             | The Fame                                 | Martin Kierszenbaum               | Lady Gaga, Martin Kierszenbaum                              | 3:35  |
| 10.            | Money Honey                              | RedOne                            | Lady Gaga, RedOne, Bilal Hajji                              | 3:06  |
| 11.            | Boys Boys Boys                           | RedOne                            | Lady Gaga, RedOne                                           | 3:20  |
| 12.            | Paper Gangsta                            | RedOne                            | Lady Gaga, RedOne                                           | 4:23  |
| 13.            | Brown Eyes                               | Rob Fusari, Lady Gaga             | Lady Gaga, Rob Fusari                                       | 4:05  |
| 14.            | Summerboy                                | Brian Kierulf, Josh Schwartz      | Lady Gaga, Brian Kierulf, Josh Schwartz                     | 4:14  |
| 15.            | Disco Heaven                             | Rob Fusari                        | Lady Gaga, Rob Fusari                                       | 3:41  |
| 16.            | Retro Dance Freak                        | Rob Fusari                        | Lady Gaga, Rob Fusari                                       | 3:23  |
| Celková délka: | Celková délka:                           | Celková délka:                    | Celková délka:                                              | 47:41 |

## Hudební příčky
| Období (2008)      | Max. příčka |
| ------------------ | ----------- |
| Austrálie          | 3           |
| Rakousko           | 1           |
| Kanada             | 1           |
| Francie            | 2           |
| Německo            | 1           |
| Irsko              | 1           |
| Nový Zéland        | 2           |
| Švýcarsko          | 1           |
| Velká Británie     | 1           |
| U.S. Billboard 200 | 2           |